# Episodi di 2 Broke Girls (terza stagione)
La terza stagione della sitcom 2 Broke Girls, composta da 24 episodi, è stata trasmessa in prima visione assoluta negli Stati Uniti d'America da CBS dal 23 settembre 2013 al 5 maggio 2014.
In Italia la stagione è stata trasmessa in prima visione da Joi, canale a pagamento della piattaforma Mediaset Premium, dal 7 gennaio al 29 luglio 2014; in chiaro, è stata trasmessa da Italia 1 dal 17 ottobre al 3 novembre dello stesso anno.
| nº | Titolo originale                | Titolo italiano                    | Prima TV USA      | Prima TV Italia  |
| -- | ------------------------------- | ---------------------------------- | ----------------- | ---------------- |
| 1  | And the Soft Opening            | ...e l'inaugurazione discreta      | 23 settembre 2013 | 7 gennaio 2014   |
| 2  | And the Kickstarter             | ...e lo schiaffo a pagamento       | 30 settembre 2013 | 14 gennaio 2014  |
| 3  | And the Kitty Kitty Spank Spank | ...e l'amica reincarnata           | 7 ottobre 2013    | 21 gennaio 2014  |
| 4  | And the Group Head              | ...e la macchina per il cappuccino | 14 ottobre 2013   | 28 gennaio 2014  |
| 5  | And the Cronuts                 | ...e due cose in una               | 21 ottobre 2013   | 4 febbraio 2014  |
| 6  | And the Piece of Sheet          | ...e le lenzuola nuove             | 28 ottobre 2013   | 11 febbraio 2014 |
| 7  | And the Girlfriend Experience   | ...e la visita a sorpresa          | 4 novembre 2013   | 18 febbraio 2014 |
| 8  | And the 'It' Hole               | ...e il solito bidone              | 11 novembre 2013  | 25 febbraio 2014 |
| 9  | And the Pastry Porn             | ...e la scuola di pasticceria      | 18 novembre 2013  | 4 marzo 2014     |
| 10 | And the First Day of School     | ...e la festa a sorpresa           | 25 novembre 2013  | 11 marzo 2014    |
| 11 | And the Life After Death        | ...e la vita dopo la morte         | 2 dicembre 2013   | 18 marzo 2014    |
| 12 | And the French Kiss             | ...e il bacio alla francese        | 16 dicembre 2013  | 25 marzo 2014    |
| 13 | And the Big But                 | ...e la pagnotta bagnata           | 13 gennaio 2014   | 20 maggio 2014   |
| 14 | And the Dumpster Sex            | ...e il rischio della felicità     | 20 gennaio 2014   | 27 maggio 2014   |
| 15 | And the Icing on the Cake       | ...e la glassa sulla torta         | 27 gennaio 2014   | 3 giugno 2014    |
| 16 | And the ATM                     | ...e il nuovo bancomat             | 3 febbraio 2014   | 10 giugno 2014   |
| 17 | And the Married Man Sleepover   | ...e la videochiamata              | 24 febbraio 2014  | 17 giugno 2014   |
| 18 | And The Near Death Experience   | ...e il quasi divorzio             | 3 marzo 2014      | 24 giugno 2014   |
| 19 | And the Kilt Trip               | ...e il bacio irlandese            | 17 marzo 2014     | 1º luglio 2014   |
| 20 | And the Not Broke Parents       | ...e la pasticceria da comprare    | 24 marzo 2014     | 8 luglio 2014    |
| 21 | And the Wedding Cake Cake Cake  | ...e la torta nuziale              | 14 aprile 2014    | 15 luglio 2014   |
| 22 | And the New Lease on Life       | ...e il rinnovo del contratto      | 21 aprile 2014    | 22 luglio 2014   |
| 23 | And the Free Money              | ...e i soldi facili                | 28 aprile 2014    | 29 luglio 2014   |
| 24 | And the First Degree            | ...e l'ultimo esame                | 5 maggio 2014     | 29 luglio 2014   |

## ...e l'inaugurazione discreta
- Titolo originale: And the Soft Opening
- Diretto da:
- Scritto da:

### Trama
Max e Caroline sono pronte per l'apertura del nuovo negozio ma decidono di optare per qualcosa di tranquillo. Tuttavia, proprio durante la prima sera, un uomo, che si scoprirà in seguito essere una rock star britannica, muore davanti al negozio, soffocato da un cupcake.
- Totale risparmiato: $725,00

## ...e lo schiaffo a pagamento
- Titolo originale: And the Kickstarter
- Diretto da:
- Scritto da:

### Trama
Caroline necessita di un nuovo paio di pantaloni. Dopo aver visto due clienti al diner vendere della merce improbabile tramite Kickstarter, decide di postare sul sito internet una richiesta di soldi e in cambio si sarebbe fatta prendere a schiaffi.
- Totale risparmiato: $1.010,00

## ...e l'amica reincarnata
- Titolo originale: And the Kitty Kitty Spank Spank
- Diretto da:
- Scritto da:

### Trama
Le ragazze e Sophie sono tormentate da un gatto che miagola sotto il loro condominio. Max vorrebbe tenerlo, Caroline invece no. Sophie suggerisce loro di sbarazzarsi dell'animale perché in Polonia, se si muore fuori casa, ci si reincarna in un gatto, e ritiene che quel gatto sia la sua defunta amica Nancy.
- Totale risparmiato: $1.310,00

## ...e la macchina per il cappuccino
- Titolo originale: And the Group Head
- Diretto da:
- Scritto da:

### Trama
Caroline ritiene che per incrementare gli introiti del negozio sia necessario vendere anche del caffè. Oleg riesce a procurare loro una macchina per il caffè, ma usarla si rivelerà più difficile del previsto. Sotto suggerimento di Luis, nuovo cameriere del diner, le ragazze si faranno assumere da Starbucks, dove vi è una macchina uguale, per imparare ad usarla.
- Totale risparmiato: $1.512,00

## ...e due cose in una
- Titolo originale: And the Cronuts
- Diretto da:
- Scritto da:

### Trama
Max e Caroline sono preoccupate in quanto molti dei loro concorrenti stanno chiudendo. Uno dei motivi principali è che i clienti preferiscono un cronut piuttosto che un cupcake. L'unica pasticceria a vendere questo dolce si trova a Soho, così le ragazze si recano lì per cercare di capire cosa attira i clienti. Capiscono che l'attrazione sta nel fatto che sono due cose in una; cercheranno quindi di farsi venire un'idea vincente per il loro negozio. Finiranno per inventare un chipcake.
- Totale risparmiato: $2.012,00

## ...e le lenzuola nuove
- Titolo originale: And the Piece of Sheet
- Diretto da:
- Scritto da:

### Trama
Caroline compra delle nuove lenzuola a Max, che si infuria con l'amica in quanto la coperta che possedeva prima era l'unica cosa in grado di farla dormire in quanto unico ricordo della sua infanzia.
- Totale risparmiato: $2.162,00

## ...e la visita a sorpresa
- Titolo originale: And the Girlfriend Experience
- Diretto da:
- Scritto da:

### Trama
La madre di Han arriva a New York, impaziente di conoscere la ragazza del figlio. Han confessa alle ragazze di aver mentito e che ha mostrato alla madre la foto di una ragazza trovata su internet. Max e Caroline scopriranno che questa è una spogliarellista e andranno a cercarla, convincendola a stare al gioco.
- Totale risparmiato: $2.280,00

## ...e il solito bidone
- Titolo originale: And the 'It' Hole
- Diretto da:
- Scritto da:

### Trama
Caroline conosce un ragazzo che la invita a cena in un locale esclusivo. Tuttavia questo non si presenterà all'appuntamento; Max accompagnerà Caroline al locale e le due trascorreranno una serata molto particolare.
- Totale risparmiato: $2.420,00

## ...e la scuola di pasticceria
- Titolo originale: And the Pastry Porn
- Diretto da:
- Scritto da:

### Trama
Max e Caroline, sotto consiglio di Oleg, decidono di assumere una donna delle pulizie della ditta di Sophie. Mentre la donna pulisce la camera di Max salta fuori un volantino di una celebre scuola di pasticceria, la Manhattan School of Pastry, a cui Max sogna di iscriversi. Supportata da Caroline, Max preparerà una crostata che nonostante soddisfi Nicholas, insegnante e membro della commissione, non la farà ammettere. Nicholas infatti ritiene che la ragazza sia poco motivata ma, sentendola quasi supplicare per essere ammessa, cambierà idea. Ma sorge un altro problema: la retta è troppo alta. Caroline riesce però a trovare un compromesso: lei lavorerà in ufficio per aiutare Bebe, la segretaria di Nicholas reduce da un esaurimento nervoso, e Max seguirà i corsi. Inizia così una nuova avventura per le amiche.
- Totale risparmiato: $2,50

## ...e la festa a sorpresa
- Titolo originale: And the First Day of School
- Diretto da:
- Scritto da:

### Trama
Il primo giorno di scuola per Max e Caroline alla scuola di pasticceria è alle porte. Sophie e lo staff del diner decidono di organizzare una festa sorpresa per Max, facendole dei costosi regali, scatenando la gelosia di Caroline. La mattina seguente, mentre le due ragazze sono in metro, vengono rapinate. Non appena arrivata a lezione, Max fa la conoscenza di Deke.
Totale risparmiato: $114,50

## ...e la vita oltre la morte
- Titolo originale: And the Life After Death
- Diretto da:
- Scritto da:

### Trama
Caroline, leggendo i necrologi sul giornale, nota tra i nomi quello della sua tata Antonia, che era stata come una madre per lei. Decide di andare al funerale accompagnata da Max e Bebe. Rimane delusa quando scopre che nessuno dei membri della famiglia la conosce perché, apparentemente, Antonia stava con lei solo per i soldi, ma la sua compagna, anch'essa "sconosciuta" alla famiglia, la rassicurerà del grande affetto che aveva sempre avuto per lei.
- Totale risparmiato: $77,00

## ...e il bacio alla francese
- Titolo originale: And the French Kiss
- Diretto da:
- Scritto da:

### Trama
Chef Nicholas inizia a flirtare con Caroline, ma lei decide di aspettare prima di concedersi. I due trascorrono una serata insieme, in compagnia di Max e Deke. Non appena Max e Caroline lasciano il locale, lo chef confessa a Deke di essere sposato. Quando Caroline lo viene a sapere e ne discute con l'uomo, la risposta di questo la lascia basita.
- Totale risparmiato: $220,00

## ...e la pagnotta bagnata
- Titolo originale: And the Big But
- Diretto da:
- Scritto da:

### Trama
Max si rende conto di provare dei sentimenti per Deke e decide di dichiararsi. Tuttavia, una volta giunto il momento ha un blocco. Sarà Deke a fare, poi, il primo passo, baciandola.
- Totale risparmiato: $252,75

## ...e il rischio della felicità
- Titolo originale: And the Dumpster Sex
- Diretto da:
- Scritto da:

### Trama
Deke invita Max fuori per un primo appuntamento e lei rimane piacevolmente colpita quando scopre che il ragazzo abita in un cassonetto. Tuttavia, non appena si rende conto che con lui potrebbe essere davvero felice, si impaurisce e fugge via; Deke però la tranquillizzerà e i due inizieranno una relazione. Nel frattempo Caroline è terrorizzata al pensiero di rimanere a casa da sola, dopo che ha cacciato un uomo sospetto dal negozio di cupcake.
- Totale risparmiato: $410,00

## ... e la glassa sulla torta
- Titolo originale: And the Icing on the Cake
- Diretto da:
- Scritto da:

### Trama
Max chiede a Caroline di passare una serata a "casa" di Deke per conoscerlo meglio. La ragazza, seppur senza entusiasmo, accetta. Nel corso della serata alcuni racconti e dei cibi offerti, decisamente troppo di classe per quel posto, le fanno venire qualche sospetto su Deke. Il giorno dopo chiede informazioni a Bebe e questa le comunica che è un Bromberg e che quindi è miliardario. Caroline lo dice e Max, ma questa si infuria rompendo la relazione.
- Totale risparmiato: $560,00

## ...e il nuovo bancomat
- Titolo originale: And the ATM
- Diretto da:
- Scritto da:

### Trama
Han è entusiasta perché ha installato una nuova macchina per prelevare al diner. Quando Max la prova le risulta che sulla sua carta ci sia un milione di dollari. Le ragazze, che pensavano che la macchina fosse rotta, rimangono di stucco quando scoprono che quel milione è stato versato da Deke; il ragazzo infatti vuole dimostrare a Max che non è il "classico riccone" e che lei conta più del denaro.
- Totale risparmiato: $560,00

## ...e la videochiamata
- Titolo originale: And the Married Man Sleepover
- Diretto da:
- Scritto da:

### Trama
Caroline non riesce più a gestire la situazione con Nicholas e le cose si complicano quando lui le comunica che la moglie vuole parlarle su Skype. Sorprendentemente, questa le dà il permesso di andare a letto col marito. Caroline verrà messa alla prova quando decide di restare a dormire a casa dello chef.
- Totale risparmiato: $840,00

## ...e il quasi divorzio
- Titolo originale: And The Near Death Experience
- Diretto da:
- Scritto da:

### Trama
Nicholas decide di chiedere il divorzio per dimostrare a Caroline quanto tenga a lei. La ragazza è però contrariata e lo convince a restare insieme alla moglie, accettando di rinunciare alla sua felicità.
- Totale risparmiato: $824,00

## ...e il bacio irlandese
- Titolo originale: And the Kilt Trip
- Diretto da:
- Scritto da:

### Trama
È San Patrizio e Max, Caroline, Han e Oleg decidono di festeggiare insieme. Al locale, Caroline non riesce a lasciarsi andare e decide di mostrare a Max come trascorreva quella festività prima di perdere tutto.
- Totale risparmiato: $1.150,00

## ...e la pasticceria da comprare
- Titolo originale: And the Not Broke Parents
- Diretto da:
- Scritto da:

### Trama
Max, Caroline e Deke scoprono che chef Nicholas è tornato in Francia e ha deciso di abbandonare la scuola di pasticceria che per questo motivo deve chiudere. Deke allora decide di acquistarla, ma gli servirà il denaro di famiglia; decide quindi di organizzare una cena a casa sua con la sua famiglia e di invitare anche Max e Caroline. Ancora una volta, il cognome Channing riuscirà a rovinare tutto. A fine serata Max si rende conto che Deke non è pronto a rinunciare ai soldi e decide di lasciarlo.
- Guest star: Jeff Garlin (signor Blomberg)
- Totale risparmiato: $2.850,00

## ...e la torta nuziale
- Titolo originale: And the Wedding Cake Cake Cake
- Diretto da:
- Scritto da:

### Trama
Max e Caroline ricevono un ordine per una torta nuziale. La sposa, però, continua a cambiare idea. Poco prima delle nozze, decide di non volersi più sposare. Le ragazze allora, consapevoli della cifra che perderebbero se il matrimonio saltasse, escogitano un piano per farsi pagare lo stesso.
- Guest star: Lindsay Lohan
- Totale risparmiato: $2.650,00

## ...e il rinnovo del contratto
- Titolo originale: And the New Lease on Life
- Diretto da:
- Scritto da:

### Trama
Le ragazze scoprono che il contratto del vero proprietario dell'appartamento è scaduto. Essendo in subaffitto, decidono di rintracciare l'uomo per convincerlo a fingere di vivere ancora lì e rinnovare il contratto. Questo però, non appena rimette piede in casa, decide di tornare a vivere lì. Grazie all'aiuto di Sophie, le ragazze riusciranno a cacciarlo ed a riottenere l'appartamento.
- Totale risparmiato: $2.614,00

## ...e i soldi facili
- Titolo originale: And the Free Money
- Diretto da:
- Scritto da:

### Trama
Sophie presenta alle ragazze il suo nuovo uomo. Questo è un ricco nababbo che decide di portarle ad una corsa di cavalli. Le due scommettono su un cavallo che vince. Caroline finisce però per prenderci la mano. Presto le due si ritroveranno a dover risarcire il compagno di Sophie per una cifra, persa alle corse, decisamente sopra le loro possibilità. L'uomo decide di rinunciare ai soldi in cambio di Chestnut. Sarà Earl a risolvere la situazione, trovando la cifra necessaria.
- Totale risparmiato: $2.814,00

## ...e l'ultimo esame
- Titolo originale: And the First Degree
- Diretto da:
- Scritto da:

### Trama
Caroline scopre che Max non ha il diploma. Telefona, quindi, alla vecchia scuola dell'amica, riuscendo a parlare con un suo vecchio insegnante che le comunica che il motivo per cui Max non ha il diploma è che non ha sostenuto l'esame finale di storia americana; l'uomo, ormai promosso a preside, è però disposto a farle sostenere l'esame. Con l'aiuto di Caroline, Max riesce a passare il test. Caroline le suggerisce di invitare la madre alla cerimonia del diploma. Sebbene Max sia contrariata decide di farlo, rimanendo delusa quando la donna non si presenta. La cerimonia si concluderà al meglio quando Earl, Oleg, Sophie e Han, chiamati da Caroline, irrompono per festeggiare il traguardo dell'amica.
- Totale risparmiato: $2.572,00